# Adolf Lang (autocoureur)
Adolf Lang (Ebelsbach, 4 mei 1913 - 1 januari 1993) was een Duits autocoureur. In 1953 stond hij eenmaal op de inschrijvingslijst van een Formule 1-race, zijn thuisrace van dat jaar. Hij probeerde zich voor twee teams te kwalificeren, maar voor zowel AFM als Veritas wist hij zich niet te kwalificeren. In 1953 werd hij ook West-Duits Formule 3-kampioen.